# Sultán otomano
El Sultán (en turco: Osmanlı padişahları, en otomano: پادشاه) era el máximo gobernante del Imperio otomano, que eran todos miembros de la dinastía osmanlí (Casa de Osman), la cual gobernó el imperio transcontinental desde su inicio en 1299 hasta su disolución en 1922. En su apogeo, el Imperio Otomano se extendió hasta Hungría en el norte, Somalia en el sur, Argelia en el oeste e Irak en el este. Fue administrado al principio desde la ciudad de Söğüt desde antes de 1280 y luego desde la ciudad de Bursa desde 1323 o 1324, la capital del imperio se trasladó a Adrianópolis (ahora conocida como Edirne en español) en 1363 tras su conquista por Murad I y luego a Constantinopla (actual Estambul) en 1453 tras su conquista por Mehmed II.
Los primeros años del Imperio Otomano han sido objeto de diversas narraciones, debido a la dificultad de discernir los hechos de la leyenda. El imperio nació a finales del siglo XIII, y su primer gobernante (y homónimo del Imperio) fue Osmán I. Según la tradición otomana posterior, a menudo poco fiable, Osmán era descendiente de la tribu kayı de los turcos oghuz. La dinastía otomana homónima que fundó perduró durante seis siglos a través de los reinados de 36 sultanes. El Imperio Otomano desapareció como resultado de la derrota de las Potencias Centrales, con las que se había aliado durante la Primera Guerra Mundial. La partición del Imperio por los victoriosos Aliados y la consiguiente Guerra de Independencia Turca llevaron a la abolición del sultanato en 1922 y al nacimiento de la moderna República de Turquía en 1922.

## Nombres
El sultán también era conocido como padishá (en turco otomano: پادشاه , romanizado :  pâdişâh, francés : Padichah). En el uso cotidiano otomano, se usaba generalmente la palabra "Padishá", excepto "sultán" cuando se lo nombraba directamente. En varios idiomas europeos, se lo conocía como el Gran Turco, como el gobernante de los turcos, o simplemente el "Gran Señor" (il Gran Signore , le grand seigneur) especialmente en el siglo XVI.
Los nombres del sultán en cada una de las lenguas habladas por minorías étnicas del imperio eran:
- Árabe: En algunos documentos, "padishah" fue reemplazado por " malik " ("rey")
- Búlgaro: En épocas anteriores, los búlgaros lo llamaban " zar ". En la traducción de la Constitución otomana de 1876 se utilizaron en cambio traducciones directas de "sultán" (Sultan) y "padishah" (Padišax)
- Griego: En épocas anteriores, los griegos utilizaban el nombre de estilo bizantino " basileus". La traducción de la Constitución otomana de 1876 utilizó en su lugar una transliteración directa de "sultán" (Σουλτάνος Soultanos ) y "padishah" (ΠΑΔΙΣΑΧ padisach ).
- Judeoespañol: Especialmente en documentos antiguos, se utilizaba el término "El Rey ". Además, algunos documentos en ladino utilizaban el término sultán (en caracteres hebreos: שולטן y סולטן).

## Organización estatal otomana

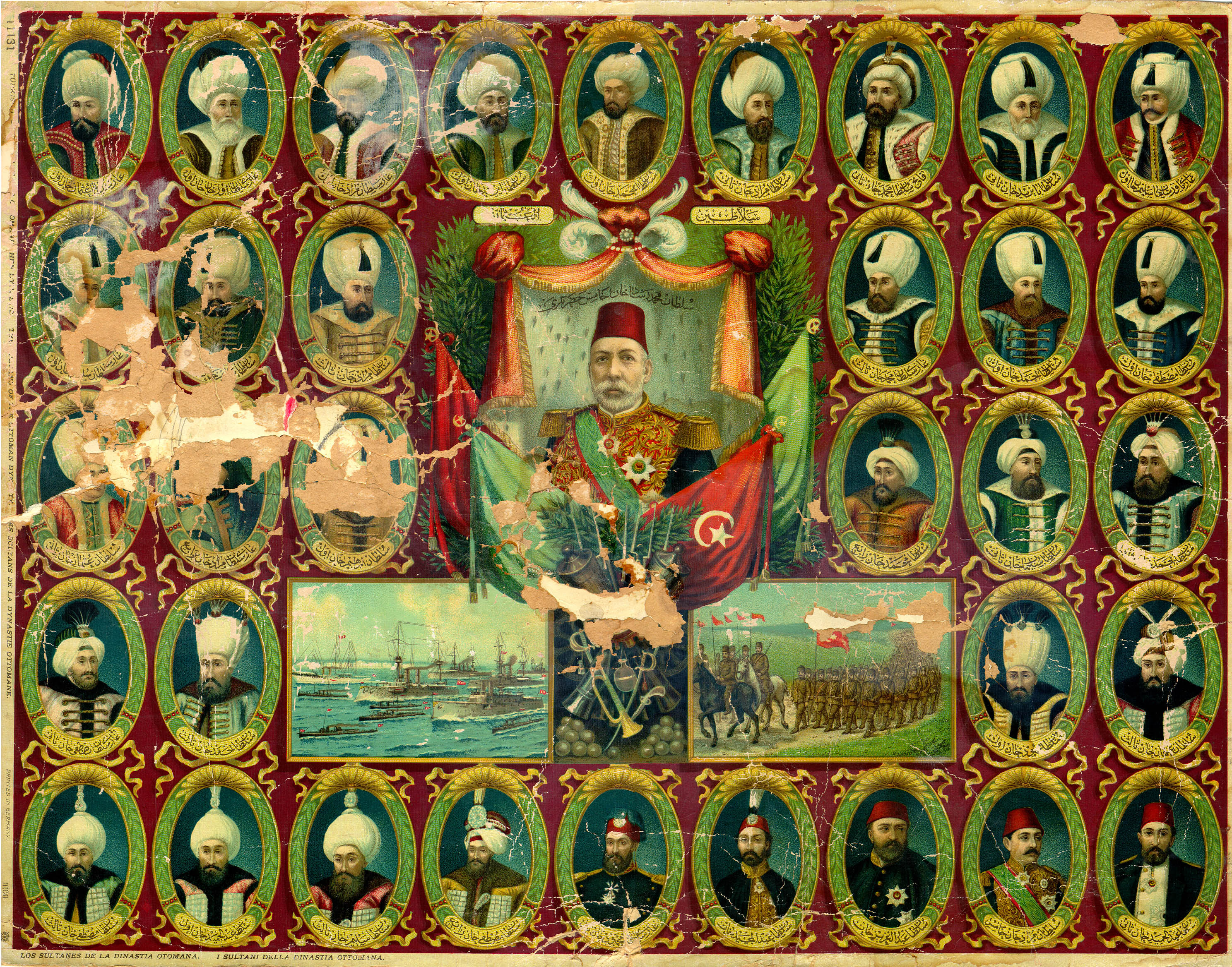
Cartel que representa a los sultanes de la dinastía otomana, desde Osmán I hasta Mehmed V

El Imperio otomano fue una monarquía absoluta durante gran parte de su existencia. En la segunda mitad del siglo XV, el sultán ocupaba la cúspide de un sistema jerárquico y actuaba en funciones políticas, militares, judiciales, sociales y religiosas bajo una variedad de títulos. [a] En teoría, solo era responsable ante Dios y la ley de Dios (la شریعت şeriat islámica , conocida en árabe como sharia (شريعة ), de la que era el principal ejecutor. Su mandato celestial (Kut) se reflejó en títulos islámicos como "sombra de Dios en la Tierra" (ظل الله في العالم ẓıll Allāh fī'l-ʿalem) y "califa de la faz de la tierra" (خلیفه روی زمین Ḫalife-i rū-yi zemīn). Todos los cargos fueron desempeñados por su autoridad, y cada ley fue emitida por él en forma de decreto llamado firmán (فرمان). Él era el comandante militar supremo y tenía el título oficial de toda la tierra. Osmán (fallecido en 1323), hijo de Ertuğrul, fue el primer gobernante del estado otomano, que durante su reinado constituyó un pequeño principado (beylik) en la región de Bitinia, en la frontera del Imperio bizantino.
Después de la conquista de Constantinopla en 1453 por Mehmed II, los sultanes otomanos llegaron a considerarse los sucesores del Imperio romano, de ahí su uso ocasional de los títulos de césar (قیصر qayser ) de Rûm, y emperador, así como el califa del Islam. Los gobernantes otomanos recién entronizados eran ceñidos con la Espada de Osmán, una ceremonia importante que servía como equivalente a la coronación de los monarcas europeos.Un sultán no ceñido no era elegible para que sus hijos fueran incluidos en la línea de sucesión.
Aunque absolutos en teoría y en principio, los poderes del sultán eran limitados en la práctica. Las decisiones políticas debían tener en cuenta las opiniones y actitudes de miembros importantes de la dinastía, los estamentos burocráticos y militares, así como los líderes religiosos.A partir de las últimas décadas del siglo XVI, el papel de los sultanes otomanos en el gobierno del imperio comenzó a disminuir, en un período conocido como la Transformación del Imperio Otomano. A pesar de tener prohibido heredar el trono, las mujeres del harén imperial —especialmente la madre del sultán reinante, conocida como la valide sultan— también desempeñaron un importante papel político tras bastidores, gobernando efectivamente el imperio durante el período conocido como el Sultanato de las Mujeres.
El constitucionalismo se estableció durante el reinado de Abdul Hamid II, quien así se convirtió en el último gobernante absoluto del imperio y en su primer monarca constitucional a regañadientes.Aunque el soberano abolió el parlamento y la constitución para volver al gobierno personal en 1878, se vio obligado nuevamente en 1908 a reinstaurar el constitucionalismo y fue depuesto. Desde 2021, el jefe de la Dinastía osmanlí ha sido Harun Osman, bisnieto de Abdul Hamid II.
Los primeros otomanos practicaban lo que el historiador Quataert ha descrito como "la supervivencia del hijo más apto, no del mayor": cuando un sultán moría, sus hijos tenían que luchar entre sí por el trono hasta que surgía un vencedor. Debido a las luchas internas y a los numerosos fratricidios que se producían, a menudo había un desfase temporal entre la fecha de la muerte de un sultán y la fecha de ascenso al trono de su sucesor.En 1617, la ley de sucesión cambió de la supervivencia del más apto a un sistema basado en la antigüedad agnática ( اکبریت ekberiyet ), por el cual el trono pasaba al varón de mayor edad de la familia. Esto a su vez explica por qué a partir del siglo XVII un sultán fallecido rara vez era sucedido por su propio hijo, sino generalmente por un tío o hermano.La antigüedad agnática se mantuvo hasta la abolición del sultanato, a pesar de los intentos fallidos en el siglo XIX de reemplazarla por la primogenitura.

## Lista de sultanes
En la siguiente tabla se enumeran los sultanes otomanos (así como el último califa otomano) en orden cronológico. Las tugras eran los sellos caligráficos o firmas que utilizaban los sultanes otomanos. Aparecían en todos los documentos oficiales, así como en las monedas, y eran mucho más importantes para identificar a un sultán que su retrato. Nótese que los pretendientes y co-reclamantes durante el Interregno Otomano también se enumeran aquí, pero no están incluidos en la numeración formal de los sultanes.
| N.º                                             | Retrato | Nombre                                                      | Tuğra | Inicio                   | Fin                      | Notas | R.                                 |
| ----------------------------------------------- | ------- | ----------------------------------------------------------- | ----- | ------------------------ | ------------------------ | --- | ---------------------------------- |
| 1                                               |         | Osman I El Guerrero (1258-1326) Osman Gazi                  | —     | c. 1299                  | c. 1326                  | - Hijo del bey Ertuğrul - Declaró su independencia del Sultanato de Rum | [ 12 ] [ 13 ]                      |
| 2                                               |         | Orhan El Guerrero (1281-1362) Orhan Gazi                    |       | c. 1326                  | c. 1359                  | - Extendió su control al extremo noroeste de Anatolia - Participó en la Guerra civil bizantina de 1341-1347 en favor de Juan VI Cantacuceno, usurpador de Juan V.                             | [ 14 ]                             |
| 3                                               |         | Murad I El Divino (1326-1389) Murad-ı Hüdavendigâr          |       | c. 1359                  | 15 de junio de 1389      | - Primero en titularse Sultán - Muerto en la Batalla de Kosovo | [ 15 ]                             |
| 4                                               |         | Bayezid I El Rayo (1354-1403) Yıldırım Bayezid              |       | 15 de junio de 1389      | 20 de julio de 1402      | - Capturado en la Batalla de Angora contra el Imperio timúrida - Muerto el 8 de marzo de 1403                                                                                                 | [ 16 ] [ 17 ] [ 18 ]               |
| — Interregno otomano —                          |         |                                                             |       |                          |                          | |                                    |
| 5                                               |         | Mehmed I El Noble (1389-1421) Çelebi Mehmed                 |       | 5 de junio de 1413       | 26 de mayo de 1421       | - Reunificó el sultanato tras vencer en la Batalla de Çamurlu - Expandió el control otomano hasta Valaquia y Albania                                                                          | [ 19 ]                             |
| 6                                               |         | Murad II (1404-1451)                                        |       | 26 de mayo de 1421       | 1 de diciembre de 1444   | - Tomó Tesalónica e incursionó en Grecia y Macedonia - Enfrentó la Cruzada de Varna - Retirado dejó en el trono a su hijo Murad II                                                            | [ 20 ]                             |
| 7                                               |         | ‘Mehmed II’ El Conquistador (1432-1481) Fatih Sultan Mehmed |       | 1 de diciembre de 1444   | Septiembre de 1445       | - Nombrado sultán en 1444, con solo doce años de edad | [ 21 ]                             |
| 6                                               |         | Murad II (1404-1451)                                        |       | Septiembre de 1445       | 3 de febrero de 1451     | - Tomó Tesalónica e incursionó en Grecia y Macedonia - Enfrentó la Cruzada de Varna | [ 20 ]                             |
| 7                                               |         | ‘Mehmed II’ El Conquistador (1432-1481) Fatih Sultan Mehmed |       | 3 de febrero de 1451     | 3 de mayo de 1481        | - Proclamado "César de Roma" tras la conquista de Constantinopla en 1453 | [ 21 ]                             |
| 8                                               |         | Bayezid II (1447-1512)                                      |       | 21 de mayo de 1481       | 25 de abril de 1512      | - Abdicó al trono - Fallecido el 26 de mayo de 1512 | [ 22 ] [ 18 ]                      |
| 9                                               |         | Selim I El Sombrío (1470-1520) Yavuz Selim                  |       | 25 de abril de 1512      | 22 de septiembre de 1520 | - Conquistó el Levante mediterráneo, Egipto y el Hiyaz - Primer califa del Imperio | [ 23 ]                             |
| 10                                              |         | Süleyman I El Magnífico (1494-1566) Muhteşem Süleyman       |       | 30 de septiembre de 1520 | 6 de septiembre de 1566  | - Su reinado —el más prolongado— marcó el apogeo del Imperio - Falleció por causas naturales durante el Sitio de Szigetvár                                                                    | [ 24 ] [ 25 ] [ 26 ] [ 27 ] [ 26 ] |
| 11                                              |         | Selim II El Rubio (1524-1574) Sarı Selim                    |       | 6 de septiembre 1566     | 12 de diciembre de1574   | - J. Hammer-Purgstall (1774-1856) - Ismail Hami Danismend (1899-1967) - Eduard von Zambaur (1886-1947)                                                                                        |                                    |
| 12                                              |         | Murad III (1546-1595)                                       |       | 12 de diciembre 1574     | 15 de enero de 1595      | - Dicho sultán, dejó el poder el 10 de diciembre de 1583, a su mujer Safiye Sultan la cual se encargó del Imperio durante la mayoría de su reinado.                                           |                                    |
| 13                                              |         | Mehmed III El Justo (1566-1603) Adlî Mehmed                 |       | 15 de enero de 1595      | 22 de diciembre de 1603  | - Fue el único sultán que no reinó ni utilizó poder ya que el prefirió centrarse en el harén mientras su Madre Safiye Sultan o la reina Sofía se encargó del imperio durante todo su reinado. |                                    |
| 14                                              |         | Ahmed I El Afortunado (1590-1617) Bahtî Ahmed               |       | 22 de diciembre de 1603  | 22 de noviembre de 1617  | |                                    |
| 15                                              |         | Mustafa I (1592-1639)                                       |       | 22 de noviembre de 1617  | 26 de febrero de 1618    | - Depuesto en favor de su sobrino | [ 26 ] [ 27 ] [ 28 ]               |
| 16                                              |         | Osmán II El Joven (1602-1622) Genç Osman                    |       | 26 de febrero de 1618    | 19 de mayo de 1622       | - Elevado al trono con 14 años | [ 26 ] [ 27 ] [ 28 ]               |
| 17                                              |         | Murad IV (1612-1640)                                        |       | 10 de septiembre de 1623 | 9 de febrero de 1640     | - Restauró la autoridad y poder del Imperio Otomano - Conquistador de Bagdad - Conquistador de Ereván                                                                                         | [ 26 ] [ 30 ] [ 28 ]               |
| 18                                              |         | İbrahim (1615-1648)                                         |       | 9 de febrero de 1640     | 8 de agosto de 1648      | - Depuesto - Ejecutado el 18 de agosto de 1648 | [ 26 ] [ 30 ] [ 28 ]               |
| 19                                              |         | Mehmed IV El Cazador (1642-1693) Avcı Mehmed                |       | 8 de agosto de 1648      | 8 de noviembre de 1687   | - Abdicó tras la derrota otomana en la Batalla de Mohács (1687) - Fallecido el 6 de enero de 1693 - Segundo reinado más prolongado                                                            | [ 26 ] [ 30 ] [ 31 ]               |
| 20                                              |         | Süleyman II (1642-1691)                                     |       | 8 de noviembre de 1687   | 22 de junio de 1691      | | [ 32 ] [ 30 ] [ 28 ]               |
| 21                                              |         | Ahmed II (1643-1695)                                        |       | 22 de junio de 1691      | 8 de febrero de 1695     | | [ 32 ] [ 30 ] [ 28 ]               |
| 22                                              |         | Mustafa II (1664-1703)                                      |       | 8 de febrero de 1695     | 22 de agosto de 1703     | - Depuesto en una revuelta jenízara - Fallecido el 30–31 de diciembre de 1793 | [ 32 ] [ 28 ] [ 33 ]               |
| 23                                              |         | Ahmed III (1673-1736)                                       |       | 22 de agosto de 1703     | 1 de octubre de 1730     | - Derrotado en la Gran Guerra Turca - Depuesto en por los jenízaros - Fallecido el 1 de julio de 1736                                                                                         | [ 34 ] [ 28 ] [ 35 ]               |
| 24                                              |         | Mahmud I (1696-1754)                                        |       | 1 de octubre de 1730     | 13 de diciembre de 1754  | | [ 34 ] [ 36 ] [ 37 ]               |
| 25                                              |         | Osman III (1699-1757)                                       |       | 13 de diciembre de 1754  | 30 de octubre de 1757    | | [ 34 ] [ 36 ]                      |
| 26                                              |         | Mustafa III (1717-1774)                                     |       | 30 de octubre de 1757    | 21 de enero de 1774      | - Recordado por reformar el ejército | [ 34 ] [ 38 ]                      |
| 27                                              |         | Abdülhamid I (1725-1789)                                    |       | 21 de enero de 1774      | 7 de abril de 1789       | - Derrotado en la Guerra ruso-turca de 1787-1792 | [ 34 ] [ 39 ]                      |
| 28                                              |         | Selim III (1761-1807)                                       |       | 7 de abril de 1789       | 29 de mayo de 1807       | - Aliado del Gran Bretaña durante la campaña napoleónica en Egipto - Depuesto en una revuelta en respuesta a sus intentos de reforma                                                          | [ 34 ] [ 40 ]                      |
| 29                                              |         | Mustafa IV (1779-1808)                                      |       | 29 de mayo de 1807       | 28 de julio de 1808      | - Ejecutado el 17 de noviembre | [ 34 ] [ 41 ]                      |
| 30                                              |         | Mahmud II (1785-1839)                                       |       | 28 de julio de 1808      | 1 de julio de 1839       | - Derrotado en la Guerra ruso-turca de 1806-1812 - Destacó por sus importantes reformas burocráticas y militares - El Imperio perdió toda Grecia                                              | [ 34 ] [ 42 ]                      |
| 31                                              |         | Abdülmecid I (1823-1861)                                    |       | 1 de julio de 1839       | 25 de junio de 1861      | - Su reinado continuó el proceso de "reorganización" (Tanzimat) | [ 34 ] [ 43 ]                      |
| 32                                              |         | Abdülaziz (1830-1876)                                       |       | 25 de junio de 1861      | 30 de mayo de 1876       | - Primer sultán en visitar Europa - Abdicó en medio de descontento popular y crisis económica - Se suicidó (?) el 4 de junio                                                                  | [ 34 ] [ 44 ]                      |
| 33                                              |         | Murad V (1840-1904)                                         |       | 30 de mayo de 1876       | 31 de agosto de 1876     | - Depuesto tras descubrirse que tenía una enfermedad mental - Fallecido el 29 de agosto de 1904                                                                                               | [ 45 ] [ 46 ]                      |
| 34                                              |         | Abdülhamid II (1842-1918)                                   |       | 31 de agosto de 1876     | 27 de agosto de 1909     | - Proclamó la primera constitución, pero se resistió al cambio hasta 1908 (Revolución de los Jóvenes Turcos) - Egipto fue cedido a los británicos - Fallecido el 10 de febrero de 1918        | [ 45 ] [ 47 ]                      |
| 35                                              |         | Mehmed V Reşad (1844-1918)                                  |       | 27 de agosto de 1909     | 3 de julio de 1918       | - Reinó como un monarca constitucional, cediendo sus poderes al Comité de Unión y Progreso - Derrotado en las Guerras balcánicas y la Primera Guerra Mundial                                  | [ 45 ] [ 48 ]                      |
| 36                                              |         | Mehmed VI Vahîdeddin (1861-1926)                            |       | 3 de julio de 1918       | 1 de noviembre de 1922   | - Su reinado vio la inmediata disolución y partición del Imperio - Fallecido el 16 de mayo de 1926, exiliado en el Reino de Italia                                                            | [ 45 ] [ 49 ]                      |
| Califa bajo la República de Turquía (1922–1924) |         |                                                             |       |                          |                          | |                                    |
|                                                 |         | 'Abdülmecid II' (1868-1944)                                 | —     | 18 de noviembre de 1922  | 3 de marzo de 1924       | - Príncipe heredero de Mehmed VI - Elegido por la Gran Asamblea Nacional de Turquía - Exiliado tras la abolición del Califato - Fallecido el 23 de agosto de 1944, en la República Francesa   | [ 45 ] [ 50 ]                      |